# Manuel Sutter
Manuel Sutter (* 8. März 1991 in Wolfurt) ist ein österreichischer Fußballspieler.

## Karriere

### Verein
Sutter begann seine Karriere in der Jugend seines Heimatvereins FC Wolfurt. Nachdem sich sein Talent bereits früh herauskristallisierte, fand er im Alter von vierzehn Jahren Aufnahme in die Landesfußballakademie Vorarlberg.
In der AKA entwickelte er sich daraufhin zu einem der größten Fußballtalente Vorarlbergs. In der Spielzeit 2007/08 war er mit 14 Saisontoren bereits bester Torschütze der U-17 Auswahl, ehe er 2008/09 mit 15 Toren in 24 Spielen für die U-19 seinen Status prolongieren konnte. Zwischenzeitlich holte ihn sein Stammverein FC Wolfurt im Mai 2007 für ein Spiel in der Vorarlbergliga erstmals in den A-Mannschaftskader. Wolfurt gewann mit 5:2, Sutter gelang ein Torerfolg zum 4:1.
Zur Spielzeit 2009/10 wechselte er daraufhin zum Schweizer Erstligisten FC St. Gallen. Eigentlich für die U-18 Mannschaft vorgesehen, lief er fortan regelmäßig in der drittklassigen Schweizer 1. Liga für die U-21 der "Espen" auf. Mit insgesamt 12 Toren in 28 Einsätzen krönte er sich auch bei seinem neuen Verein abermals zum besten Saisontorschützen, woraufhin er am 16. Mai 2010 im letzten Ligaspiel der Spielzeit 2009/10 bei der 5:1-Niederlage gegen den FC Sion sein Debüt für St. Gallen in der Axpo Super League feiern durfte. Er kam in Spielminute 69 für Kristian Nushi aufs Spielfeld. In der Spielzeit 2010/11 wurde er zum regulären Mitglied des Profikaders des FC St. Gallen.
Im Sommer 2013 wechselte Sutter zum liechtensteinischen Verein FC Vaduz. Er kam in seiner ersten Saison zu insgesamt 33 Einsätzen in der Challenge League und schoss dabei 12 Tore. Im selben Jahr gewann er mit dem Verein auch den Liechtensteiner Cup. Mit Vaduz stieg er 2013/14 in die Super League auf. Nach drei Jahren in Liechtenstein wechselte er zur Saison 2016/17 zum Schweizer Zweitligisten FC Winterthur.
Nach zweieinhalb Jahren bei Winterthur kehrte er im Jänner 2019 zum inzwischen wieder zweitklassigen FC Vaduz zurück, bei dem er einen bis Juni 2021 laufenden Vertrag erhielt. Im August 2020 gelang Sutter mit dem FC Vaduz erneut der Aufstieg in die Super League. Im Barrage-Duell gegen den FC Thun setzten die Vaduzer sich insgesamt mit 5:4 durch, wobei Sutter zwei Vorlagen sowie ein Tor beisteuerte. Mit Vaduz stieg er allerdings 2021 direkt wieder ins Unterhaus ab. Zur Saison 2023/24 wechselte Sutter innerhalb Liechtensteins zum viertklassigen FC Balzers.
Nach 14 Einsätzen für Balzers zog er im Jänner 2024 weiter zum Ligakonkurrenten USV Eschen-Mauren. Im April 2024 wurde er nach acht Einsätzen für Eschen-Mauren entlassen. Im Anschluss kehrte er zur Saison 2024/25 nach 15 Jahren nach Österreich zurück und wechselte zurück zum viertklassigen FC Wolfurt.

### Nationalmannschaft
März 2007 lief er erstmals in zwei Freundschaftsspielen gegen Tschechien für die österreichische U-17 Nationalmannschaft auf.
Am 18. April 2008 folgte sein Debüt für die U-18 Nationalmannschaft, während der 0:4-Auswärtsniederlage im Freundschaftsspiel gegen Deutschland. 2009 folgten zwei weitere Freundschaftsspiele für die U-18, für ein Bewerbsspiel wurde er von Trainer Andreas Heraf jedoch nicht berücksichtigt.
Im gleichen Jahr rückte er ebenfalls unter Trainer Heraf in die U-19 von Österreich auf. Für die U-19-Fußball-Europameisterschaft 2010 in Frankreich wurde er daraufhin überraschend lediglich auf die Abrufliste nominiert und verpasste damit die Endrunde. Ohne sein Zutun schaffte die Mannschaft im Verlauf des Turniers die Qualifikation für die Junioren-Fußballweltmeisterschaft 2011 in Kolumbien.

## Titel und Erfolge
FC Vaduz
- Liechtensteiner Cupsieger: 2014, 2015, 2016, 2022